# Бари Бариш
Бари Кларк Бариш (на английски: Barry Clark Barish) е американски експериментален физик, професор емеритус по физика в Калифорнийския технологичен институт и водещ експерт по гравитационни вълни.
Работи по проекта за Лазерната интерферометрична обсерватория за гравитационни вълни (Laser Interferometer Gravitational-Wave Observatory, LIGO) в град Ханфорд Сайт.
През 2017 г. Бариш е отличен заедно с Райнър Уайс и Кип Торн с Нобелова награда за физика за „определящите им приноси към ЛИГО - детектора и наблюдението на гравитационните вълни“. Половината от наградата е за Уайс, а Торн и Бариш си разделят по четвъртинка.
На 12 декември 2018 г. проф. Бариш е удостоен с почетното звание „доктор хонорис кауза“ на Софийския университет „Св. Климент Охридски“.